# Ферруфино, Маркос
Ма́ркос Ферруфи́но (исп. Marcos Rodolfo Ferrufino Pérez; 25 апреля 1963, Оруро — 25 июня 2021, там же) — боливийский футболист, защитник. Большую часть карьеры провёл в клубе «Боливар», с которым выиграл пять чемпионатов страны. В составе сборной Боливии — участник двух Кубков Америки. По окончании карьеры футболиста работал тренером, привёл клуб «Сан-Хосе» из своего родного города к золотым медалям первенства Боливии.

## Биография
Маркос Ферруфино начал играть в футбол на взрослом уровне в клубе «31 октября» в 1981 году. В 1983—1984 годах играл за «Олвейс Реди», после чего перешёл в «Боливар», в котором прошла большая часть карьеры защитника. Вместе с «деканами» Ферруфино пять раз становился чемпионом Боливии. В 1995 году перешёл в стан самых принципиальных соперников «Боливара» — в «Стронгесте» он отыграл лишь один год, а затем два сезона выступал за команду из родного Оруро «Сан-Хосе». В 1998 году вновь играл за «Стронгест», а в 1999 году провёл свой последний сезон в профессиональной карьере за команду «Унион Сентраль» (ныне — «Унион Тариха»).
С 1989 по 1991 год Маркос Ферруфино провёл девять матчей за сборную Боливии. Он был в заявке «зелёных» на Кубке Америки 1989 года в Бразилии, однако на поле не появился ни в одном из четырёх матчей. В 1991 году на Кубке Америки в Чили Флако Ферруфино уже был игроком основного состава, и сыграл четыре полных матча группового этапа (как и двумя годами ранее боливийцы заняли последнее место).
После завершения игровой карьеры Ферруфино стал работать тренером. В 2000 году он вошёл в штаб «Боливара», где работал ассистентом. В 2006—2007 работал помощником главного тренера в «Сан-Хосе». Наконец, в 2007 году впервые самостоятельно возглавил профессиональный клуб, причём сразу сумел привести «Сан-Хосе» к титулу чемпионов Боливии (Клаусура). За 14 лет пять раз возглавлял «Сан-Хосе», трижды работал в «Реал Потоси», а также тренировал «Реал Маморе», «Насьональ» (Потоси), «Спорт Бойз Варнес» и «Аурору».
Маркос Ферруфино умер 25 июня 2021 года в возрасте 58 лет в главной больнице департамента Оруро. На протяжении девяти дней он находился в отделении интенсивной терапии, куда попал в результате негативных последствий заражения COVID-19.

## Титулы
Как игрок
- Чемпион Боливии (5): 1985, 1987, 1988, 1991, 1992

Как тренер
- Чемпион Боливии (1): Клаусура 2007